# Geodena ossicolor
Geodena ossicolor là một loài bướm đêm trong họ Geometridae.